# Joegoslavië op de Olympische Zomerspelen 1936
Het Koninkrijk Joegoslavië nam deel aan de Olympische Zomerspelen 1936 in Berlijn, Duitsland. Nadat vier jaar eerder slechts één Joegoslaaf aan de start verscheen, was de olympische ploeg dit keer op volle sterkte.

## Medailleoverzicht
| Sport  | Olympiër     | Onderdeel                | Medaille |
| ------ | ------------ | ------------------------ | -------- |
| Turnen | Leon Štukelj | individuele meerkamp (m) | Zilver   |

## Deelnemers en resultaten
(m) = mannen, (v) = vrouwen 

### Atletiek
| Olympiër          | Discipline               | Resultaat | Prestatie                                        |
| ----------------- | ------------------------ | --------- | ------------------------------------------------ |
| Julije Bauer      | 100m (m)                 | series    | serie 2: 5de in 11,5                             |
| Emil Goršek       | 800m (m)                 | series    | serie 2: 5de in 1.59,5                           |
| Emil Goršek       | 1500m (m)                | series    | serie 2: 7de in 4.13,0                           |
| Ivan Krevs        | 1500m (m)                | DNS       | serie 3: niet gestart                            |
| Ivan Krevs        | 5000m (m)                | series    | serie 1: 12de in 15.40,0                         |
| Vane Ivanović     | 110m horden (m)          | 9e        | serie 6: 2de in 15,1 halve finale 2: 4de in 15,2 |
| August Banščak    | 400m horden (m)          | 32e       | serie 2: 6de in 1.01,5                           |
| Vane Ivanović     | 400m horden (m)          | 16e       | serie 5: 3de in 54,7                             |
| August Banščak    | verspringen (m)          | onbekend  |                                                  |
| Jovan Mikić       | hink-stap-springen (m)   | 21e       | 13,90m                                           |
| Hans Mohr         | hoogspringen (m)         | 32e       | kwalificatie: 32ste met 1,70m                    |
| Jaša Bakov        | polsstokhoogspringen (m) | 26e       | kwalificatie: 26ste met 3,70m                    |
| Jaša Bakov        | kogelstoten (m)          | 11e       | 14,74m                                           |
| Nikola Kleut      | discuswerpen (m)         | onbekend  |                                                  |
| Veljko Narančić   | discuswerpen (m)         | onbekend  |                                                  |
| Rudolf Markušić   | speerwerpen (m)          | 20e       | kwalificatie: 20ste met 55,00m                   |
| Pedro Goić        | kogelslingeren (m)       | 18-27e    |                                                  |
| Milan Stepišnik   | kogelslingeren (m)       | 18-27e    |                                                  |
|                   |                          |           |                                                  |
| Flora Hofman      | 100m (v)                 | series    | serie 2: 5de                                     |
| Vera Romanić      | 100m (v)                 | series    | serie 5: 4de                                     |
| Zulejka Stefanini | 80m horden (v)           | series    | serie 4: 6de                                     |
| Vera Neferović    | discuswerpen (v)         | 17e       | 33,02m                                           |
| Jelica Stanojević | speerwerpen (v)          | 12e       | 29,88m                                           |

### Kanovaren
| Olympiër                    | Discipline               | Resultaat | Prestatie |
| --------------------------- | ------------------------ | --------- | --------- |
| Josip Zidarn                | K-1 10000m (m)           | 10e       | 50.31,6   |
| Mirko Vincens               | K-1 10000m vouwkajak (m) | 11e       | 55.41,5.  |
| Metod Gabršček Bojan Savnik | K-2 10000m vouwkajak (m) | 11e       | 50.36,4   |

### Roeien
| Olympiër | Discipline      | Resultaat | Prestatie                                                                |
| --- | --------------- | --------- | ------------------------------------------------------------------------ |
| Davor Jelaska | skiff (m)       | DNF       | serie 1: 5de in 8.05,2 herkansingen: niet gefinisht                      |
| Vid Fašaić Drago Matulaj | dubbel-twee (m) | 10e       | serie 2: 4de in 7.17,7 halve finale 2: 4de in 8.22,8                     |
| Ivo Fabris Elko Mrduljaš Pavao Ljubičić                                                                                       | twee-met (m)    | 6e        | serie 2: 4de in 7.53,3 herkansingen: 2de in 8.53,8 finale: 6de in 9.19,4 |
| Stipe Krnčević Rade Sunara Vice Jurišić Ćiril Ban Pavao Ljubičić                                                              | vier-met (m)    | 13e       | serie 2: 3de in 6.50,2 herkansingen: 4de in 8.25,1                       |
| Leonardo Bujas Rade Sunara Vice Jurišić Marjan Zaninović Ante Krnčević Špiro Grubišić Stipe Krnčević Ćiril Ban Pavao Ljubičić | acht (m)        | 10e       | serie 3: 3de in 6.15,5 herkansingen: 3de in 6.47,3                       |

### Schermen
| Olympiër                                                                                  | Discipline      | Resultaat | Prestatie                                                                              |
| ----------------------------------------------------------------------------------------- | --------------- | --------- | -------------------------------------------------------------------------------------- |
| Vladimir Mažuranić                                                                        | degen (m)       | 56e       | 1ste ronde groep 5: 7de met 1 overwinning                                              |
| Krešo Tretinjak                                                                           | degen (m)       | 66e       | 1ste ronde groep 8: 8ste met 0 overwinningen                                           |
| Edo Marion                                                                                | floret (m)      | 32e       | 1ste ronde groep 9: 4de met 3 overwinningen 2de ronde groep 4: 5de met 0 overwinningen |
| Mirko Koršič                                                                              | floret (m)      | 52e       | 1ste ronde groep 2: 6de met 0 overwinningen                                            |
| Marjan Pengov                                                                             | floret (m)      | 52e       | 1ste ronde groep 4: 6de met 0 overwinningen                                            |
| Branko Tretinjak Edo Marion Mirko Koršič Marjan Pengov Aleksandar Nikolić Vlado Mažuranić | floret team (m) | 9e        | 1ste ronde groep 2: 2de met 1 overwinning 2de ronde groep 2: 3de met 0 overwinningen   |
| Pavao Pintarić                                                                            | sabel (m)       | 55e       | 1ste ronde groep 8: 7de met 1 overwinning                                              |
| Milivoj Radović                                                                           | sabel (m)       | 65e       | 1ste ronde groep 9: 7de met 0 overwinningen                                            |
| Krešo Tretinjak                                                                           | sabel (m)       | 65e       | 1ste ronde groep 4: 8ste met 0 overwinningen                                           |
| Krešo Tretinjak Milivoj Radović Eugen Jakobčič Edo Marion Pavao Pintarić                  | sabel team (m)  | 16e       | 1ste ronde groep 7: 4de met 0 overwinningen                                            |
|                                                                                           |                 |           |                                                                                        |
| Margit Kristian                                                                           | floret (v)      | 16e       | 1ste ronde groep 2: 3de met 4 overwinningen 2de ronde groep 2: 5de met 1 overwinning   |
| Ivka Tavčar                                                                               | floret (v)      | 25e       | 1ste ronde groep 6: 5de met 2 overwinningen                                            |

### Schietsport
| Olympiër        | Discipline              | Resultaat | Prestatie |
| --------------- | ----------------------- | --------- | --------- |
| Lazar Jovanović | 25m snelvuurpistool (m) | onbekend  |           |

### Schoonspringen
| Olympiër      | Discipline    | Resultaat | Prestatie     |
| ------------- | ------------- | --------- | ------------- |
| Branko Ziherl | 3m plank (m)  | 10e       | 125,26 punten |
| Branko Ziherl | 10m toren (m) | 20e       | 78,28 punten  |

### Turnen
| Olympiër | Discipline               | Resultaat | Prestatie      |
| --- | ------------------------ | --------- | -------------- |
| Miroslav Forte | rekstok (m)              | 74e       | 15,433 punten  |
| Boris Gregorka | rekstok (m)              | 68e       | 15,767 punten  |
| Konrad Grilc | rekstok (m)              | 22e       | 18,367 punten  |
| Dimitrije Merzlikin | rekstok (m)              | 31e       | 17,900 punten  |
| Josip Primožič | rekstok (m)              | 40e       | 17,367 punten  |
| Janez Pristov | rekstok (m)              | 67e       | 15,800 punten  |
| Leon Štukelj | rekstok (m)              | 35e       | 17,633 punten  |
| Joze Vadnov | rekstok (m)              | 77e       | 15,233 punten  |
| Miroslav Forte | brug (m)                 | 51e       | 16,466 punten  |
| Boris Gregorka | brug (m)                 | 86e       | 13,733 punten  |
| Konrad Grilc | brug (m)                 | 39e       | 16,966 punten  |
| Dimitrije Merzlikin | brug (m)                 | 66e       | 15,667 punten  |
| Josip Primožič | brug (m)                 | 25e       | 17,533 punten  |
| Janez Pristov | brug (m)                 | 74e       | 14,667 punten  |
| Leon Štukelj | brug (m)                 | 22e       | 17,867 punten  |
| Joze Vadnov | brug (m)                 | 70e       | 15,433 punten  |
| Miroslav Forte | ringen (m)               | 41e       | 16,700 punten  |
| Boris Gregorka | ringen (m)               | 80e       | 14,300 punten  |
| Konrad Grilc | ringen (m)               | 39e       | 16,800 punten  |
| Dimitrije Merzlikin | ringen (m)               | 43e       | 16,667 punten  |
| Josip Primožič | ringen (m)               | 53e       | 16,300 punten  |
| Janez Pristov | ringen (m)               | 62e       | 15,966 punten  |
| Leon Štukelj | ringen (m)               | Zilver    | 18,867 punten  |
| Joze Vadnov | ringen (m)               | 60e       | 16,067 punten  |
| Miroslav Forte | paard voltige (m)        | 46e       | 16,767 punten  |
| Boris Gregorka | paard voltige (m)        | 62e       | 15,600 punten  |
| Konrad Grilc | paard voltige (m)        | 39e       | 17,133 punten  |
| Dimitrije Merzlikin | paard voltige (m)        | 85e       | 13,034 punten  |
| Josip Primožič | paard voltige (m)        | 47e       | 16,700 punten  |
| Janez Pristov | paard voltige (m)        | 55e       | 16,233 punten  |
| Leon Štukelj | paard voltige (m)        | 38e       | 17,233 punten  |
| Joze Vadnov | paard voltige (m)        | 66e       | 15,367 punten  |
| Miroslav Forte | vloer (m)                | 64e       | 15,900 punten  |
| Boris Gregorka | vloer (m)                | 90e       | 14,400 punten  |
| Konrad Grilc | vloer (m)                | 56e       | 16,266 punten  |
| Dimitrije Merzlikin | vloer (m)                | 52e       | 16,500 punten  |
| Josip Primožič | vloer (m)                | 28e       | 17,334 punten  |
| Janez Pristov | vloer (m)                | 75e       | 15,334 punten  |
| Leon Štukelj | vloer (m)                | 46e       | 16,800 punten  |
| Joze Vadnov | vloer (m)                | 54e       | 16,300 punten  |
| Miroslav Forte | sprong (m)               | 16e       | 17,934 punten  |
| Boris Gregorka | sprong (m)               | 50e       | 16,433 punten  |
| Konrad Grilc | sprong (m)               | 11e       | 18,100 punten  |
| Dimitrije Merzlikin | sprong (m)               | 81e       | 14,800 punten  |
| Josip Primožič | sprong (m)               | 35e       | 17,133 punten  |
| Janez Pristov | sprong (m)               | 40e       | 16,933 punten  |
| Leon Štukelj | sprong (m)               | 92e       | 13,900 punten  |
| Joze Vadnov | sprong (m)               | 21e       | 17,634 punten  |
| Miroslav Forte | individuele meerkamp (m) | 46e       | 99,200 punten  |
| Boris Gregorka | individuele meerkamp (m) | 78e       | 90,233 punten  |
| Konrad Grilc | individuele meerkamp (m) | 25e       | 103,632 punten |
| Dimitrije Merzlikin | individuele meerkamp (m) | 63e       | 94,568 punten  |
| Josip Primožič | individuele meerkamp (m) | 31e       | 102,367 punten |
| Janez Pristov | individuele meerkamp (m) | 61e       | 94,933 punten  |
| Leon Štukelj | individuele meerkamp (m) | 32e       | 102,300 punten |
| Joze Vadnov | individuele meerkamp (m) | 56e       | 95,934 punten  |
| Miroslav Forte Boris Gregorka Konrad Grilc Dimitrije Merzlikin Josip Primožič Janez Pristov Leon Štukelj Joze Vadnov       | meerkamp team (m)        | 6e        | 598,366 punten |
| |                          |           |                |
| Dušica Radivojević Lidija Rupnik Marta Pustišek Olga Rajković Dragana Đorđević Ančka Goropenko Katarina Hribar Maja Veršeć | meerkamp team (v)        | 4e        | 485,6 punten   |

### Waterpolo
| Olympiër                                                                                              | Discipline | Resultaat | Prestatie                                                                      |
| --- | ---------- | --------- | ------------------------------------------------------------------------------ |
| Miro Mihovilović Mirko Tarana Vinko Cvijetković Ante Roje Filip Bonačić Luka Ciganović Bogdan Tošović | mannen     | 9e        | groep B: 3de V van Hongarije: 1-4 V van Groot-Brittannië: 3-4 W van Malta: 7-0 |

| Groep B |                  |             |             |             |             |            |            |            |        |
| #       | Land             | Wedstrijden | Wedstrijden | Wedstrijden | Wedstrijden | Doelpunten | Doelpunten | Doelpunten | Punten |
| #       | Land             | G           | W           | G           | V           | V          | T          | Saldo      | Punten |
| 1       | Hongarije        | 3           | 3           | 0           | 0           | 26         | 2          | +24        | 6      |
| 2       | Groot-Brittannië | 3           | 2           | 1           | 0           | 13         | 15         | -2         | 4      |
| 3       | Joegoslavië      | 3           | 1           | 0           | 2           | 11         | 8          | +3         | 2      |
| 4       | Malta            | 3           | 0           | 0           | 3           | 2          | 27         | -5         | 0      |

| Ronde      | Plaats           | Land | Score       | Land |
| ---------- | ---------------- | ---- | ----------- | ---- |
| Groepsfase |                  |      |             |      |
| Berlijn    | Hongarije        | 4-1  | Joegoslavië |      |
| Berlijn    | Groot-Brittannië | 4-3  | Joegoslavië |      |
| Berlijn    | Joegoslavië      | 7-0  | Malta       |      |

### Wielersport
| Olympiër                                                 | Discipline            | Resultaat | Prestatie |
| -------------------------------------------------------- | --------------------- | --------- | --------- |
| Franjo Gartner                                           | wegwedstrijd (m)      | 16e       | 2:33.08,0 |
| Josip Pokupec                                            | wegwedstrijd (m)      | onbekend  |           |
| August Prosenik                                          | wegwedstrijd (m)      | 12e       | 2:33.07,2 |
| Ivan Valant                                              | wegwedstrijd (m)      | onbekend  |           |
| August Prosenik Franjo Gartner Josip Pokupec Ivan Valant | wegwedstrijd team (m) | onbekend  |           |

### Worstelen
| Olympiër       | Discipline     | Resultaat      | Prestatie                                                                                      |
| Grieks-Romeins | Grieks-Romeins | Grieks-Romeins | Grieks-Romeins                                                                                 |
| -------------- | -------------- | -------------- | ---------------------------------------------------------------------------------------------- |
| Karlo Toth     | -56kg (m)      | 14e            | 1ste ronde: V van DEN Voigt: 0-3 2de ronde: V van ROU Tojar: 0-3                               |
| Tomo Šestak    | -61kg (m)      | 14e            | 1ste ronde: V van TCH Janda: 1-2 2de ronde: V van HUN Móri                                     |
| Antun Fischer  | -72kg (m)      | 9e             | 1ste ronde: V van SWE Svedberg 2de ronde: W van SUI Rieder: 3-0 3de ronde: V van GER Schäfer   |
| Kalman Kiš     | -79kg (m)      | 8e             | 1ste ronde: W van TCH Přibyl 2de ronde: V van HUN Palotás: 0-3 3de ronde: V van EGY Orabi: 0-3 |
| Stevan Nagy    | +87kg (m)      | 9e             | 1ste ronde: V van GER Hornfischer 2de ronde: V van LAT Zvejnieks                               |

### Zeilen
| Olympiër     | Discipline | Resultaat | Prestatie                         |
| ------------ | ---------- | --------- | --------------------------------- |
| Karlo Bauman | O-Jolle    | 19e       | 65 punten: (19-15-8-DNF-16-16-17) |

### Zwemmen
| Olympiër                                             | Discipline            | Resultaat | Prestatie                                             |
| ---------------------------------------------------- | --------------------- | --------- | ----------------------------------------------------- |
| Draško Vilfan                                        | 100m vrije slag (m)   | 11e       | serie 6: 1ste in 1.00,5 halve finale 1: 5de in 1.00,5 |
| Draško Vilfan                                        | 100m rugslag (m)      | 13e       | serie 2: 3de in 1.11,7 halve finale 2: 6de in 1.13,3  |
| Draško Vilfan Tone Gazzari Zmaj Defilipis Tone Cerer | 4x200m vrije slag (m) | 10e       | serie 3: 4de in 9.40,3                                |

Afghanistan · Argentinië · Australië · België · Bermuda · Bolivia · Brazilië · Brits-Indië · Bulgarije · Canada · Chili · Colombia · Costa Rica · Denemarken · Duitsland · Egypte · Estland · Filipijnen · Finland · Frankrijk · Griekenland · Groot-Brittannië · Hongarije · IJsland · Italië · Japan · Joegoslavië · Letland · Liechtenstein · Luxemburg · Malta · Mexico · Monaco · Nederland · Nieuw-Zeeland · Noorwegen · Oostenrijk · Peru · Polen · Portugal · Republiek China · Roemenië · Tsjecho-Slowakije · Turkije · Uruguay · Verenigde Staten · Zuid-Afrika · Zweden · Zwitserland